# Gedeputeerde
In België en Nederland is een gedeputeerde de titel van een lid van de provinciale uitvoerende macht, terwijl in andere talen hiermee vaak een parlementslid/volksvertegenwoordiger bedoeld wordt.

## België
In de Belgische provincies is een gedeputeerde (ook wel bestendig afgevaardigde genoemd) een lid van de deputatie van een provincie. De gedeputeerden worden gekozen uit en hebben tevens zitting in de provincieraad. Voor de Vlaamse provincies wordt nog de term deputatie gehanteerd, terwijl men dit in Wallonië nu het provinciecollege (collège provincial) noemt.

## Nederland
In Nederland is een gedeputeerde een lid van de Gedeputeerde Staten van een provincie. Deze gedeputeerde is de bestuurder van de provincie voor wat betreft een bepaald vakgebied, of vakgebieden. De positie van een gedeputeerde is vergelijkbaar met een wethouder in het gemeentebestuur. De gedeputeerden worden gekozen door de Provinciale Staten. Dit geschiedt door middel van het systeem van getrapte verkiezingen. Sinds maart 2003 is een gedeputeerde geen lid meer van de Provinciale Staten. 
Sinds 10 oktober 2010 kent Nederland ook eilandgedeputeerden als lid van een bestuurscollege van een openbaar lichaam op Bonaire, Sint Eustatius of Saba.
Tijdens de Republiek der Nederlanden werd de term gedeputeerde ook wel gebruikt om een vertegenwoordiger van de Staten naar de Staten-Generaal aan te duiden.

## Nederlandse Antillen
Op de Nederlandse Antillen was een gedeputeerde een lid van het Bestuurscollege van een eilandgebied. Hij werd gekozen uit de eilandsraad.

## Rusland
In Rusland is een gedeputeerde of afgevaardigde (in het Russisch aangeduid als Депутат, Depoetat) een volksvertegenwoordiger die zitting heeft in de Staatsdoema en wordt verkozen door het volk, via een partijlijst of via een kieskring.